# Профсоюз граждан России
«Профсоюз граждан России»  — добровольное общероссийское общественное объединение, существующее с 12 апреля 2011 года.
Данное объединение критически относится к некоторым инициативам правительства, в частности против вступления РФ в ВТО.

## История создания
Согласно официальной версии, 12 апреля 2011 года пятеро единомышленников — жителей Санкт-Петербурга и Ленинградской области (писатель, публицист, коммерческий директор петербургского филиала Первого канала Н. В. Стариков, бизнесмен Борздый В.М., владелец небольшого охранного предприятия Фёдоров А.И., бизнесмен Шеренко В.Ю. и бизнесмен Байков О.А.) встретились в кафе «Svoi», находившемся неподалёку от Аничкова моста. Во время общения они приняли решение о создании общественного движения, затем покинули кафе и проследовали в нотариальную контору, находившуюся на улице Марата, чтобы выполнить необходимые по юридическому законодательству процедуры.
Спустя 2 года, 10 апреля 2013 года, на базе общественного движения «Профсоюз граждан России» была зарегистрирована Всероссийская политическая партия «Партия Великое Отечество».

## Политическая программа
- Национализация финансовой системы страны, национализация рубля (п.9 Программы ПГР)[4]:

Отвязка рубля от доллара США, выход из всех международных финансовых институтов. Лишение Центрального банка Российской Федерации независимости и его реальное подчинение государству. Изменение статей Конституции и законов, затрагивающих деятельность этого органа.
- Национализация природных богатств, национализация недр (п.10 Программы ПГР):

Добывающие компании становятся не собственниками нефти или газа, а подрядчиками, которым государство поручает добывать ресурсы, платя за их работу определённые средства.
- Монополия внешней торговли стратегическими природными ресурсами (п.11 Программы ПГР), которые перешли под контроль государства. Они должны продаваться за рубли.

Россия сама продает свои природные богатства, направляя полученные средства на нужды народа России.
- Отмена моратория на смертную казнь (п.15 Программы ПГР)

Отказ от моратория на смертную казнь для совершивших тягчайшие преступления: измена Родине, преступления против детей, терроризм, коррупция (в особо крупном размере).
- Бесплатное образование (п.16 Программы ПГР)

Отказ от платной системы образования и доступность последней для всех граждан РФ.
- Недопустимость пропаганды ценностей, противоречащих традициям народов России (п.19 Программы ПГР)

Законодательный запрет на ведение пропаганды: 

— экономики, основанной на ссудном проценте, 

— гомосексуальных отношений.

## Печатное издание ПГР
Профсоюз граждан России в октябре 2011 года выпустил журнал «Вестовой» под редакцией Шварёва Бориса.

## Акции профсоюза
Проект экономической программы «Профсоюза граждан России» был передан в Государственную Думу Российской Федерации. По заявлению Николая Старикова его не успела рассмотреть Госдума пятого созыва, поэтому рассмотрение будет начато Госдумой шестого созыва.
Акция «Марш успеха» проходит 1 числа каждого месяца, начиная с 1 ноября 2011 года, в Москве, Санкт-Петербурге, Новосибирске, Ярославле, Иванове, Калининграде и Краснодаре. В нарушение сложившейся традиции акция прошла 2 апреля 2012 года во избежание недоразумений.

### Акции против вступления России вВТО
7 июля 2011 года пикет на Невском проспекте в Санкт-Петербурге.
9 августа 2011 года пикеты в нескольких городах России.
20 марта 2012 года у здания Минэкономразвития в Москве.
23 марта 2012 на Большой Московской улице в Санкт-Петербурге, недалеко от метро «Владимирская» проведён пикет против вступления России во Всемирную Торговую Организацию. В Ярославле на площади Юности так же прошёл пикет против участия России в ВТО.
19 апреля 2012 года в Санкт-Петербурге прошёл пикет против вступления страны в ВТО на одной из самых оживленных пешеходных улиц города — Малой Садовой, в самом центре, в 50 метрах от Невского проспекта и привлек серьёзное внимание не только петербуржцев, но и гостей Северной столицы. В нём приняли участие около 30 активистов. Прохожим раздали около 700 листовок, в которых было указано 10 причин, по которым России нельзя вступать в ВТО. Также активисты держали плакаты. Лозунг на одном из них гласил «Мы не хотим, чтобы бензин стоил 60 рублей за литр».
24 апреля 2012 года в Первомайском сквере города Новосибирска прошёл пикет против вступления страны во Всемирную торговую организацию.
17 июня 2012 года участие в митинге против Ювенальной юстиции и вступления России в ВТО.
30 июня в Петербурге и 1 июля 2012 года в Москве митинг против ювенальной юстиции и ВТО.
6 июля 2012 года Профсоюз граждан России совместно с общественной организацией «Народный Собор» выставил на Сенатской площади Санкт-Петербурга круглосуточный одиночный пикет напротив здания Конституционного Суда Российской Федерации. Акция началась в 10 утра, а закончится только 9 июля. К этому дню суд должен выяснить, противоречит ли соглашение по ВТО Российской Конституции.
9 июля 2012 года активисты движения «Профсоюз граждан России» выстроились с плакатами и флагами цепью одиночных пикетов на всем протяжении Невского проспекта — от площади Восстания до Адмиралтейства. А их союзники из всероссийской организации «Суть времени» предложили каждому из прохожих отправить в Москву послание с однотипным текстом.

### Референдум о вступлении России в ВТО
19 марта 2012 года в 15:00 в ИА «Интерфакс» состоялась пресс-конференция по созданию Инициативной группы по проведению Всероссийского референдума о вступлении России в ВТО. В ней приняли участие:
Бабкин Константин Анатольевич — лидер ВПП «Партия Дела», Президент Ассоциации «Росагромаш», член Центрального Совета движения «Аграрная Россия» и Союза машиностроителей России, член правления РСПП и член Генерального Совета «Деловая Россия»,
Хомяков Владимир Евгеньевич, Председатель Центрального Совета Движения «Народный Собор»,
Стариков Николай Викторович, — писатель, публицист, член Центрального Совета общественной организации «Профсоюз граждан России»,
Куринов Александр Юрьевич — член Центрального Совета «Профсоюза граждан России»,
Максим Калашников — журналист, общественный и политический деятель, писатель-футуролог, публицист,
Ширшов Константин Владимирович — российский политический деятель, член ЦК КПРФ, депутат Государственной Думы, член фракции КПРФ, член Комитета Государственной Думы по строительству и земельным отношениям, член Комиссии Государственной Думы по рассмотрению расходов федерального бюджета, направленных на обеспечение обороны и государственной безопасности Российской Федерации.
4 апреля 2012 года в здании Торгово-промышленной Палаты России состоялся запуск процесса регистрации референдума по вопросу присоединения России к ВТО — первое заседание оргкомитета и заседание Московской региональной подгруппы. На заседании региональной подгруппы, которое состоялось в здании Торгово-промышленной палаты в Москве, присутствовали более 300 человек. Инициаторами выступили общественная организация «Русский народный собор», «Профсоюз граждан России» и Партия Дела. 13 апреля Центризбирком РФ счел невозможным проведение в России референдума о присоединении страны к Всемирной торговой организации.
18 апреля 2012 года инициативная группа по проведению референдума обратились в Верховный суд с требованием отменить постановление Центризбиркома РФ, отказавшего в проведении всенародного референдума о вступлении страны в ВТО. Помимо иска в Верховный суд следует ожидать подачи исков в суд на ВТО от лица частных граждан России, сообщил член центрального совета «Профсоюза граждан России» Александр Куринов на состоявшейся в этот же день пресс-конференции.

### Пикеты в поддержку Виктора Бута
11 октября 2011 года пикет у консульства США в Санкт-Петербурге с лозунгами: «Верните Виктора Бута» и «Мы требуем справедливого суда над Виктором Бутом».
27 декабря 2011 года проведен согласованный массовый пикет у консульства США в Санкт-Петербурге c требованием вернуть Виктора Бута на Родину. В этот раз к активистам Профсоюза граждан России присоединилась Алла Бут — супруга Виктора Бута. Пикетирование идет уже 46 дней и, по словам организаторов пикета, будет продолжаться вплоть до возвращения Виктора Бута в Россию.
27 марта 2012 прошёл очередной массовый пикет у Консульства США в Санкт-Петербурге в поддержку Виктора Бута. 30 активистов общественной организации Профсоюз граждан России с флагами и плакатами пришли на Фурштатскую улицу и ждали встречи с консулом. Их главный вопрос звучал так: "Почему россиянин Бут до сих пор удерживается на территории США?". Чуть раньше — 22 марта делегации организации в Москве и Петербурге передали послу США Майклу Макфолу и генконсулу США Брюсу Тернеру письма, в которых настаивают на личной встрече для обсуждения вопроса по освобождению Бута. В Москве у посольства США так же состоялся пикет с аналогичными требованиями.
24 апреля 2012 года члены Профсоюза вновь развернули флаги и транспаранты с требованием вернуть гражданина России на Родину у консульства США в Санкт-Петербурге. «Позор похитителям людей!», «Свободу гражданину России!», «Обама, верни Нобелю премию мира!» — гласили плакаты. В течение часа пикетчики раздавали прохожим листовки, в которых говорится, что члены Профсоюза считают дело Бута политическим заказом.
10 августа 2012 года в Санкт-Петербурге и Москве прошли акции в поддержку Виктора Бута и Дмитрия Зубахи.

### Акции против Горбачева
31 декабря 2011 года по просьбе Профсоюза граждан России российские юристы разработали механизм инициации судебного преследования М. С. Горбачёва. Профсоюз предлагает судить первого президента СССР за то, что он не выполнил своих обязанностей и допустил распад вверенной ему державы.

. Профсоюз будет требовать возобновления старого уголовного дела, которое 4 ноября 1991 года, будучи Начальником Управления Генеральной Прокуратуры СССР по надзору за исполнением законов о государственной безопасности, возбудил Виктор Илюхин в отношении Президента СССР М. Горбачева за измену Родине.
19 января 2012 года активистка ПГР Дарья Дедова подала заявление в Следственный комитет Российской Федерации о возбуждении уголовного дела в отношении бывшего президента СССР Горбачева Михаила Сергеевича. Во многих российских городах прошли массовые пикеты в поддержку акции «Подай на Горбачева в суд!», организованные Профсоюзом граждан России. В питерском пикете принял участие член ПГР, писатель и публицист Николай Стариков. В Новосибирске пикет в поддержку акции прошёл 20 января 2012 года.
12 марта 2012 года началась акция «Поможем Горбачеву найти совесть».
3, 4 и 5 мая 2012 года активисты ПГР приходили к зданию Генеральной Прокуратуры Российской Федерации в Москве, по адресу Б. Дмитровка 15 а, чтобы выразить коллективный протест функционерам этого ведомства. В руках у пикетчиков, расположившихся через дорогу от здания Генеральной прокуратуры, были транспаранты с требованием прекратить саботировать инициированное Профсоюзом граждан России уголовное преследование Михаила Горбачева.

### Другие акции
19 сентября 2011 года пикетирование у посольств США и Великобритании под главным лозунгом — «В полях Афгана между мин, Обама сеет героин».
20 сентября 2011 года начата бессрочная серия одиночных пикетов у редакций трёх СМИ, ежедневно (по рабочим дням) с 13 до 15 часов, у стен московского офиса радио «Эхо Москвы», газеты «Новая Газета» и журнала The New Times будет стоять одиночный пикет".
5 октября 2011 года пикет у стен МИИТ с лозунгом «Хватит реформ образования».
17 октября 2011 года проведено пикетирование ЦУМа и направлено открытое письмо президенту России Дмитрию Анатольевичу Медведеву, премьер-министру Владимиру Владимировичу Путину и мэру города Москва Сергею Семёновичу Собянину с требованием изменить оформление витрин магазина, в котором был усмотрен сексуальный контекст.
26 ноября 2011 года в Москве около 20 активистов общественной организации «Профсоюз граждан России» пикетировали Посольство Украины в РФ с лозунгами, призывающими Украину вступить в Таможенный союз.
С 23 декабря 2011 года проводятся дебаты с различными партиями, первые дебаты прошли с представителями партии КПРФ,
10 января 2012 года с представителями либеральной оппозиции: Александром Цвировым — представителем группы «Гражданское действие» и директором «Народного контроля» Андреем Бузиновым, а также 20 января 2012 года с представителями партии Другая Россия
23 февраля 2012 года Профсоюз провел всероссийскую акцию под названием «Они сражались за свою страну», активисты Профсоюза раздавали листовки с портретами вождя кубинской революции Фиделя Кастро,Иосифа Сталина, убитого ливийского лидера Муаммара Каддафи и надписью «Они сражались за свою страну против оккупантов и Пятой колонны. А что сделал ты?» у станций метро в Санкт-Петербурге и Москве.
21 марта 2012 года у стен Мариинского дворца в Санкт-Петербурге Профсоюз граждан России провел одиночный пикет в поддержку закона о запрете пропаганды гомосексуализма и педофилии среди несовершеннолетних.

Участники развернули большую растяжку, на которой написано: «В каком параде будет участвовать твой сын?». На растяжке размещены 2 фотографии. На одной из них запечатлены марширующие солдаты воздушно-десантных войск, на второй фотографии — участники гей-парада, где запечатлён поцелуй двух мужчин.
Депутат Законодательного Собрания Санкт-Петербурга Виталий Милонов, ставший инициатором принятия поправок, поддержал пикетчиков Профсоюза и сообщил представителям СМИ о намерении направить инициативу о принятии закона, запрещающего пропаганду гомосексуализма и педофилии, на федеральный уровень.
12 апреля 2012 года объявлено о создании партии Новая Великая Россия (недоступная ссылка) на базе Профсоюза граждан России, однако тут же уточнялось, что Профсоюз продолжит своё существование. Название партии вызвало негативную реакцию со стороны партии Великая Россия, однако менять название никто не собирается.. В организационный комитет партии вошёл один из отцов-основателей IT-отрасли России Игорь Ашманов..
21 апреля 2012 года в Москве состоялся автопробег в поддержку Веры. Профсоюз граждан России принял активное участие в организации этого мероприятия. Члены ПГР на своих автомобилях огромной колонной (около 400 машин) проехали по столице вместе с другими патриотами России, считающими нападки на Веру недопустимыми.
3 мая 2012 года Профсоюз граждан России обратился к губернатору Санкт-Петербурга Г. С. Полтавченко с просьбой не допустить принятия АНТИсемейной «Семейной концепции в Санкт-Петербурге», рассчитанной до 2022 года. Тогда же у Смольного был проведен одиночный пикет в защиту семейных ценностей.
8 мая 2012 года, в канун Великой Победы в Великой Отечественной войне, Петербургское отделение Профсоюза граждан России провело массовый пикет «За Родину! За Сталина!» на Малой Садовой в Санкт-Петербурге. Активисты считают, что имя советского вождя замалчивается. Они надели футболки с изображением Сталина, некоторые участники разместили на одежде фотографии своих дедов, участвовавших в Великой Отечественной войне.
13 мая 2012 года в Новосибирске «Профсоюз граждан России» принял участие в пикете «В защиту нравственности, против кощунственной выставки 'Родина' Марата Гельмана» совместно с организациями «Народный собор», «Суть Времени», «Евразийский союз молодёжи», «Трезвый город».
7 и 15 июня 2012 года пикетирование СПБГУ с требованием отставки Даниила Александровича Коцюбинского с поста преподавателя за поддержку сепаратистских настроений в городе Санкт-Петербург, совместно с «Народным собором» и «Сутью Времени»
7 августа 2012 года активисты общественных движений «Народный собор» и «Профсоюз граждан России» вышли на Невский проспект с требованием отменить выступление Мадонны. Участники стояли с соблюдением дистанции в 50 метров. Таким образом «цепь» растянулась от метро «Площадь Восстания» до «Адмиралтейской».. Прохожим пикетчики раздавали листовки против Мадонны: «Она пропагандирует вашим детям суицид», «Скажи мне, кто твой кумир, и я скажу тебе, кто ты». Автор Закона против пропаганды гомосексуализма в Санкт-Петербурге депутат Виталий Милонов выразил поддержку участникам пикета и объявил о том, что он намерен отправить на концерт своих подчинённых, которые будут вести фото- и видеосъёмку, чтобы затем наказать певицу за пропаганду нетрадиционных сексуальных отношений.
8 августа 2012 года прошёл пикет у Генконсульства США в Санкт-Петербурге в годовщину агрессии против Южной Осетии. Активисты держали плакаты и флаги. По словам очевидцев, акция прошла мирно, никто её участников не разгонял. На плакатах были призывы прекратить распространение Америкой войн и революций.
9 августа 2012 года на Дворцовую площадь Санкт-Петербурга вышли активисты «Профсоюза граждан России», «Народного собора», и партии «Новая великая Россия» с флагами движений и плакатами на русском и английском языках против Мадонны, которая, по мнению участников акции, пропагандирует гомосексуализм. Кроме того, пикетчики раздавали листовки с призывами не путать патологию с нормой и «Долой гомодиктатуру». Выбор Дворцовой площади не случаен несколько лет назад Мадонна впервые выступила в Петербурге именно там. «Пришло время освятить это место. Мы пригласим батюшку, чтобы он окропил Дворцовую площадь святой водой и избавил от скверны», — сообщил представитель движения. В «Профсоюзе граждан России» убеждены, что Мадонна превратила свои представления в политические акции, став «идеологическим оружием Запада». «Мы против геноцида морали и нравственности. Иностранцы не имеют права диктовать нам правила жизни». К сожалению на акцию батюшка так и не явился.
17 августа 2012 года активисты Профсоюза граждан России, партии Новая Великая Россия и Народного собора подали иск о возмещении морального вреда и нравственных страданий (ст. 151 ГК) к певице Мадонне и организаторам её концерта в северной столице. К исковому заявлению приложены видеозаписи, где видно как Мадонна топчет православный крест и просит поднять руки с розовыми браслетами. Активисты намерены через суд взыскать 333 миллиона рублей.

### Участие в митингах
17 декабря 2011 года в Москве на Пушкинской площади состоялся митинг «ЗА ЕДИНУЮ ДЕРЖАВУ!» совместно с организацией «Народный собор», также участие в нём принимали «Евразийский союз молодёжи», родительское движение «Семья. Любовь. Отечество», православные и военно-патриотические объединения — всего около тысячи человек, включая группы, прибывшие из Подмосковья, Тверской, Ивановской и Воронежской областей.
Основные требования прозвучавшие на митинге:

- За воссоздание разрушенной в 1991 году тысячелетней Державы — в том виде, насколько это возможно в нынешней политической реальности.
- За немедленное прекращение в России начатого одновременно с развалом страны и полностью провалившегося «либерального проекта».
- Против попыток дальнейшего развала России, пусть даже под самыми красивыми лозунгами.

А также митинг «Евразийский союз — снова вместе» в Александровском парке Санкт-Петербурга.
4 февраля 2012 года Профсоюз принял участие в Антиоранжевом митинге на Поклонной горе в Москве.

18 февраля 2012 года Профсоюз граждан России принял участие в 60-тысячном митинге «За великую Россию» на Греческой площади, у БКЗ «Октябрьский», в Санкт-Петербурге.

21 апреля 2012 года на Пушкинской площади города Москвы состоялся митинг «За Родину, Веру, Суверенитет!», одним из организаторов которого выступал «Профсоюз граждан России» совместно с Народным собором, «Партией дела» и другими патриотическими организациями.
Около полутора тысяч человек, пришедших в центр Москвы, выступили против поругания Веры, разрушения семьи и обвала экономики страны.
11 августа 2012 года активисты организации пришли на митинг, посвящённый 75-летию начала Большого Террора в футболках с портретами Сталина.

## СМИ о Профсоюзе
- «Профсоюз граждан России» — Кому нужны профсоюзы, и есть ли честный путь к стабильной жизни?
- У офисов «Эха Москвы», «Новой газеты» и The New Times пройдут акции «Профсоюза граждан России» — Газета.ru
- Профсоюз граждан России выступит против Чубайса и вступления в ВТО — Росбалт — Петербург
- «ЕСЛИ ВСТУПИМ В ВТО — БУДЕМ КУШАТЬ ГМО» (недоступная ссылка) — Крестьянский фронт
- Шоу «Своя правда» (недоступная ссылка)— Русская служба новостей

## Видеосюжеты на телевидении
- РенТВ о Марше успеха
- 100ТВ Пикет против ВТО
- В Петербурге прошел «Марш успеха» (недоступная ссылка) — 100ТВ
- Нет бензину по 60 рублей
- Послевыборная экономика. О целях ПГР- РБК
- Пикет ПГР у здания СПбГУ журфак
- Русских должны судить в России
- Оружейного барона должны судить в России- НТВ
- На Малой Садовой появились портреты Сталина. Об акции 8 мая 2012 года
- В Петербурге состоялась акция, посвященная всему хорошему, что происходит в России- НТВ
- В Петербурге прошёл пикет против концерта Мадонны (недоступная ссылка)- Россия 1